# 13. ceremonia wręczenia nagród David di Donatello
13. ceremonia wręczenia włoskich nagród filmowych David di Donatello odbyła się 3 sierpnia 1968 roku w antycznym Teatrze greckim w Taorminie.

## Laureaci i nominowani
Laureaci nagród wyróżnieni są wytłuszczeniem.

### Najlepszy reżyser
- Carlo Lizzani – Bandyci w Mediolanie (tytuł oryg. Banditi a Milano)

### Najlepszy reżyser zagraniczny
- Richard Brooks – Z zimną krwią (tytuł oryg. In Cold Blood)

### Najlepszy producent zagraniczny
- Stanley Kramer – Zgadnij, kto przyjdzie na obiad (tytuł oryg. Guess Who's Coming to Dinner)

### Najlepszy producent
- Dino De Laurentiis – Bandyci w Mediolanie (tytuł oryg. Banditi a Milano )
- Luigi Carpentieri i Ermanno Donati – Dzień puszczyka (tytuł oryg. Il giorno della civetta )

### Najlepsza aktorka
- Claudia Cardinale – Dzień puszczyka (tytuł oryg. Il giorno della civetta)

### Najlepszy aktor
- Franco Nero – Dzień puszczyka (tytuł oryg. Il giorno della civetta)

### Najlepszy aktor zagraniczny
- Warren Beatty – Bonnie i Clyde (tytuł oryg. Bonnie and Clyde)
- Spencer Tracy – Zgadnij, kto przyjdzie na obiad (tytuł oryg. Guess Who's Coming to Dinner)

### Najlepsza aktorka zagraniczna
- Faye Dunaway – Bonnie i Clyde (tytuł oryg. Bonnie and Clyde)
- Katharine Hepburn – Zgadnij, kto przyjdzie na obiad (tytuł oryg. Guess Who's Coming to Dinner)

### Nagroda Targa d'oro
- Damiano Damiani
- Lisa Gastoni
- Nino Manfredi